# 제71회 골든 글로브상
제71회 골든 글로브상은 2013년 상영된 영화 중 가장 뛰어난 영화를 수상하기 위해 2014년 1월에 열린 시상식이다.

## 수상 및 후보

### 세실 B. 데밀 상
- 블루 재스민 - 우디 앨런 수상

### 작품상-드라마
- 노예 12년 - 스티브 맥퀸 수상
- 캡틴 필립스 - 폴 그린그래스
- 그래비티 - 알폰소 쿠아론
- 필로메나 - 스티븐 프리어스
- 러시 : 더 라이벌 - 론 하워드

### 여우주연상-드라마
- 블루 재스민 - 케이트 블란쳇 수상
- 그래비티 - 산드라 블록
- 필로메나 - 주디 덴치
- 세이빙 미스터 뱅크 - 엠마 톰슨
- 레이버 데이 - 케이트 윈슬렛

### 남우주연상-드라마
- 달라스 바이어스 클럽 - 매튜 맥커너히 수상
- 노예 12년 - 치웨텔 에지오포
- 만델라: 자유를 향한 머나먼 여정 - 이드리스 엘바
- 캡틴 필립스 - 톰 행크스
- 올 이즈 로스트 - 로버트 레드포드

### 작품상-뮤지컬코미디
- 아메리칸 허슬 - 데이빗 O. 러셀 수상
- 허 - 스파이크 존즈
- 인사이드 르윈 - 조엘 코언 외 1명
- 네브래스카 - 알렉산더 페인
- 더 울프 오브 월 스트리트 - 마틴 스코세이지

### 여우주연상-뮤지컬코미디
- 아메리칸 허슬 - 에이미 아담스 수상
- 비포 미드나잇 - 줄리 델피
- 프란시스 하 - 그레타 거윅
- 이너프 세드 - 줄리아 루이스 드레이퍼스
- 어거스트: 오세이지 카운티 - 메릴 스트립

### 남우주연상-뮤지컬코미디
- 더 울프 오브 월 스트리트 - 레오나르도 디카프리오 수상
- 아메리칸 허슬 - 크리스찬 베일
- 네브래스카 - 브루스 던
- 인사이드 르윈 - 오스카 아이삭
- 허 - 호아킨 피닉스

### 여우조연상
- 아메리칸 허슬 - 제니퍼 로렌스 수상
- 블루 재스민 - 샐리 호킨스
- 노예 12년 - 루피타 뇽
- 어거스트: 오세이지 카운티 - 줄리아 로버츠
- 네브래스카 - 준 스큅

### 남우조연상
- 달라스 바이어스 클럽 - 자레드 레토 수상
- 캡틴 필립스 - 바크하드 압디
- 러시 : 더 라이벌 - 다니엘 브륄
- 아메리칸 허슬 - 브래들리 쿠퍼
- 노예 12년 - 마이클 패스벤더

### 장편애니메이션상
- 겨울왕국 - 크리스 벅 외 1명 수상
- 크루즈 패밀리 - 커크 드 미코 외 1명
- 슈퍼배드 2 - 피에르 꼬팽 외 1명

### 외국어 영화상
- 더 그레이트 뷰티 - 파올로 소렌티노 수상
- 가장 따뜻한 색, 블루 - 압델라티프 케시시
- 더 헌트 - 토마스 빈터베르그
- 아무도 머물지 않았다 - 아쉬가르 파라디
- 바람이 분다 - 미야자키 하야오

### 감독상
- 그래비티 - 알폰소 쿠아론 수상
- 캡틴 필립스 - 폴 그린그래스
- 노예 12년 - 스티브 맥퀸
- 네브래스카 - 알렉산더 페인
- 아메리칸 허슬 - 데이빗 O. 러셀

### 각본상
- 허 - 스파이크 존즈 수상
- 네브래스카 - 밥 넬슨
- 필로메나 - 제프 포프 외 1명
- 노예 12년 - 존 리들리
- 아메리칸 허슬 - 데이빗 O. 러셀 외 1명

### 음악상
- 올 이즈 로스트 - Alex Ebert 수상
- 만델라: 자유를 향한 머나먼 여정 - 알렉스 헤피스
- 그래비티 - 스티븐 프라이스
- 책도둑 - 존 윌리엄스
- 노예 12년 - 한스 짐머

### 주제가상
- 만델라: 자유를 향한 머나먼 여정 - Ordinary Love (U2) 수상
- 헝거게임: 캣칭 파이어 - Atlas
- 겨울왕국 - Let It Go
- 인사이드 르윈 - Please Mr. Kennedy
- 원 찬스 - Sweeter Than Fiction

### 작품상-TV 드라마
- 브레이킹 배드 수상
- 다운튼 애비
- 굿 와이프
- 하우스 오브 카드
- Masters of Sex

### 여우주연상-TV 드라마
- 하우스 오브 카드 - 로빈 라이트 수상
- 굿 와이프 - 줄리아나 마굴리스
- 오펀 블랙 - 타티아나 마슬라니
- 오렌지 이즈 더 뉴 블랙 - 테일러 쉴링
- 스캔들 - 케리 워싱턴

### 남우주연상-TV 드라마
- 브레이킹 배드 - 브라이언 크랜스톤 수상
- 레이 도노반 - 리브 슈라이버
- Masters of Sex - 마이클 쉰
- 하우스 오브 카드 - 케빈 스페이시
- 블랙리스트 - 제임스 스페이더

### 작품상-TV 뮤지컬,코미디
- 브룩클린 나인-나인 수상
- 빅 뱅 이론
- Girls
- 모던 패밀리
- 팍스 앤 레크리에이션

### 여우주연상-TV 뮤지컬,코미디
- 팍스 앤 레크리에이션 - 에이미 포엘러 수상
- 뉴 걸 - 주이 디샤넬
- 걸스 - 레나 던햄
- 너스 재키 - 에디 팔코
- 부통령이 필요해 - 줄리아 루이스 드레이퍼스

### 남우주연상-TV 뮤지컬,코미디
- 브룩클린 나인-나인 - 앤디 샘버그 수상
- 어레스트 디벨로프먼트 - 제이슨 베이트먼
- 하우스 오브 라이즈 - 돈 치들
- 마이클 제이 폭스 쇼 - 마이클 J. 폭스
- 빅 뱅 이론 - 짐 파슨스

### 작품상-TV 미니시리즈,영화
- 쇼를 사랑한 남자 수상
- 아메리칸 호러 스토리
- Dancing on the Edge
- 탑 오브 더 레이크
- 화이트 퀸

### 여우주연상-TV 미니시리즈,영화
- 탑 오브 더 레이크 - 엘리자베스 모스 수상
- Burton and Taylor - 헬레나 본햄 카터
- 화이트 퀸 - 레베카 퍼거슨
- 아메리칸 호러 스토리 - 제시카 랭
- 필 스펙터 - 헬렌 미렌

### 남우주연상-TV 미니시리즈,영화
- 쇼를 사랑한 남자 - 마이클 더글라스 수상
- 쇼를 사랑한 남자 - 맷 데이먼
- Dancing on the Edge - 치웨텔 에지오포
- 루터 - 이드리스 엘바
- 필 스펙터 - 알 파치노

### 여우조연상-TV
- Dancing On the Edge - Jacqueline Bissett 수상
- 화이트 퀸 - 자넷 맥티어
- 내쉬빌 - 헤이든 파네티어
- 페어런트 후드 - 모니카 포터
- 모던 패밀리 - 소피아 베르가라

### 남우조연상-TV
- 레이 도노반 - 존 보이트 수상
- 굿 와이프 - 조쉬 찰스
- 쇼를 사랑한 남자 - 로브 로우
- 브레이킹 배드 - 아론 폴
- 하우스 오브 카드 - 코리 스톨

## 같이 보기
- 할리우드 외신 기자 협회
- 제86회 아카데미상
- 제66회 프라임타임 에미상
- 제65회 프라임타임 에미상
- 제20회 미국 배우 조합상
- 제67회 영국 아카데미 영화상
- 제34회 골든 래즈베리상